# Čuvar dvorca (televizijska serija)
Čuvar dvorca hrvatska je dramska mini serija scenarista i redatelja Lukasa Nole, u produkciji studija Kinorama za HRT. 
Serija je 2018. prodana svjetskom televizijskom tržištu, gdje će se emitirati na švedskoj javnoj televiziji SVT, i na britanskom Channel 4. Preko njihovog servisa videa na zahtjev "All4" serija će biti dostupna u Irskoj i Americi.

## Sinopsis
Hrvatska osamdesetih godina: na političkoj sceni događaju se promjene koje će krajem desetljeća promijeniti kartu Europe. Boris Bišćan, stari kadar Jugoslavenska Služba državne bezbednosti, svjedok je promjena koje se događaju u službi – provjerene stručnjake zamjenjuju kriminalci koje je SDB (Služba državne bezbjednosti) angažirao da se bave političkim iseljenicima, nudeći im zauzvrat zaštitu. Boris se u novom svijetu ne snalazi, a starom je očigledno došao kraj.

## Glumačka postava
- Ivo Gregurević kao Boris Bišćan
- Vinko Kraljević kao Marin Dragičević
- Goran Bogdan kao Zeman
- Matija Čigir kao Goran Škoro
- Bernard Tomić kao Zdravko
- Iva Babić kao Maja
- Franjo Dijak kao Kapetan JNA Uzelac

## Nagrade
- 2017.

Pula Film Festival 2017, Pula, Hrvatska - program Kratka Pula; Priznanje za najbolju mušku ulogu u dramskoj seriji (Vinko Kraljević)
- 2018.

Dani hrvatskog filma, Zagreb, Hrvatska - nagrada Oktavijan HDFK-a za najbolji namjenski film
Serial Killer, Brno, Češka - natjecateljski program; nagrada za najbolju dramsku seriju

## Vanjske poveznice
- Čuvar dvorca u internetskoj bazi filmova IMDb-a